# Продромос (дем Александрия)
Вижте пояснителната страница за други значения на Продромос.
Продромос (на гръцки: Πρόδρομος) е село в Република Гърция, дем Александрия, област Централна Македония.

## География
Селото е разположено на 20 m надморска височина в областта Урумлък (Румлуки), на 20 километра източно от Бер (Вероя), на десния бряг на река Красопулис преди вливането ѝ в Бистрица (Алиакмонас).

## История

### В Османската империя
В XIX век Продромос е село в Османската империя. Александър Синве (Les Grecs de l’Empire Ottoman. Etude Statistique et Ethnographique) в 1878 година пише, че в Продромос (Prodromos), Китроска епархия, живеят 420 гърци. Според Васил Кънчов („Македония. Етнография и статистика“) в 1900 година Продром е село в Берска каза и в него живеят 190 гърци християни.
По данни на секретаря на Българската екзархия Димитър Мишев (La Macédoine et sa Population Chrétienne) в 1905 година в Продром (Prodrom) живеят 190 гърци.

### В Гърция
През Балканската война в 1912 година в селото влизат гръцки части и след Междусъюзническата в 1913 година Продромос остава в Гърция.
В 20-те години в селото са заселени гърци бежанци, които в 1928 година са 18 души.
Населението произвежда големи количества памук и захарно цвекло.
| Година    | 1913 | 1920 | 1928 | 1940 | 1951 | 1961 | 1971 | 1981 | 1991 | 2001 | 2011 | 2021 |
| --------- | ---- | ---- | ---- | ---- | ---- | ---- | ---- | ---- | ---- | ---- | ---- | ---- |
| Население | 373  | 374  | 469  | 649  | 738  | 819  | 839  | 895  | 933  | 896  | 815  | 721  |